# Rafael Cuéllar
Rafael Cuéllar (Zacatelco, Tlaxcala, ¿? - ¿?) fue un político mexicano mandatario del Municipio de Zacatelco. El 10 de febrero de 1913 un grupo de manifestantes lo acusó de irrupción en el Club Liberal Antirreeleccionista, así como cargos de diferentes asesinatos entre los que incluyen al agente de la ranchería de Dolores y al presidente del Club Francisco I. Madero en Teolocholco. Se le nombró inspector de las fuerzas tlaxcaltecas en marzo de 1913.